# Aphis impatiradicis
Aphis impatiradicis är en insektsart som beskrevs av Pashtshenko 1993. Aphis impatiradicis ingår i släktet Aphis och familjen långrörsbladlöss. Inga underarter finns listade i Catalogue of Life.